# Pompilio
Pompilio  è un nome proprio di persona italiano maschile.

## Varianti
- Ipocoristici: Pilio[1]
- Femminili: Pompilia[1]

### Varianti in altre lingue
- Basco: Ponpilio
- Catalano: Pompili[2]
- Croato: Pompilije
- Greco moderno: Πομπίλιος (Pompilios)
- Latino: Pompilius[1][3]
  - Femminili: Pompilia[1]

- Lituano: Pompilijus
- Polacco: Pompiliusz
- Portoghese: Pompílio
- Rumeno: Pompiliu[3]
- Russo: Помпилий (Pompilij)

- Serbo: Помпилије (Pompilije)
- Sloveno: Pompilij
- Spagnolo: Pompilio[2]
- Ucraino: Помпілій (Pompilij)

## Origine e diffusione

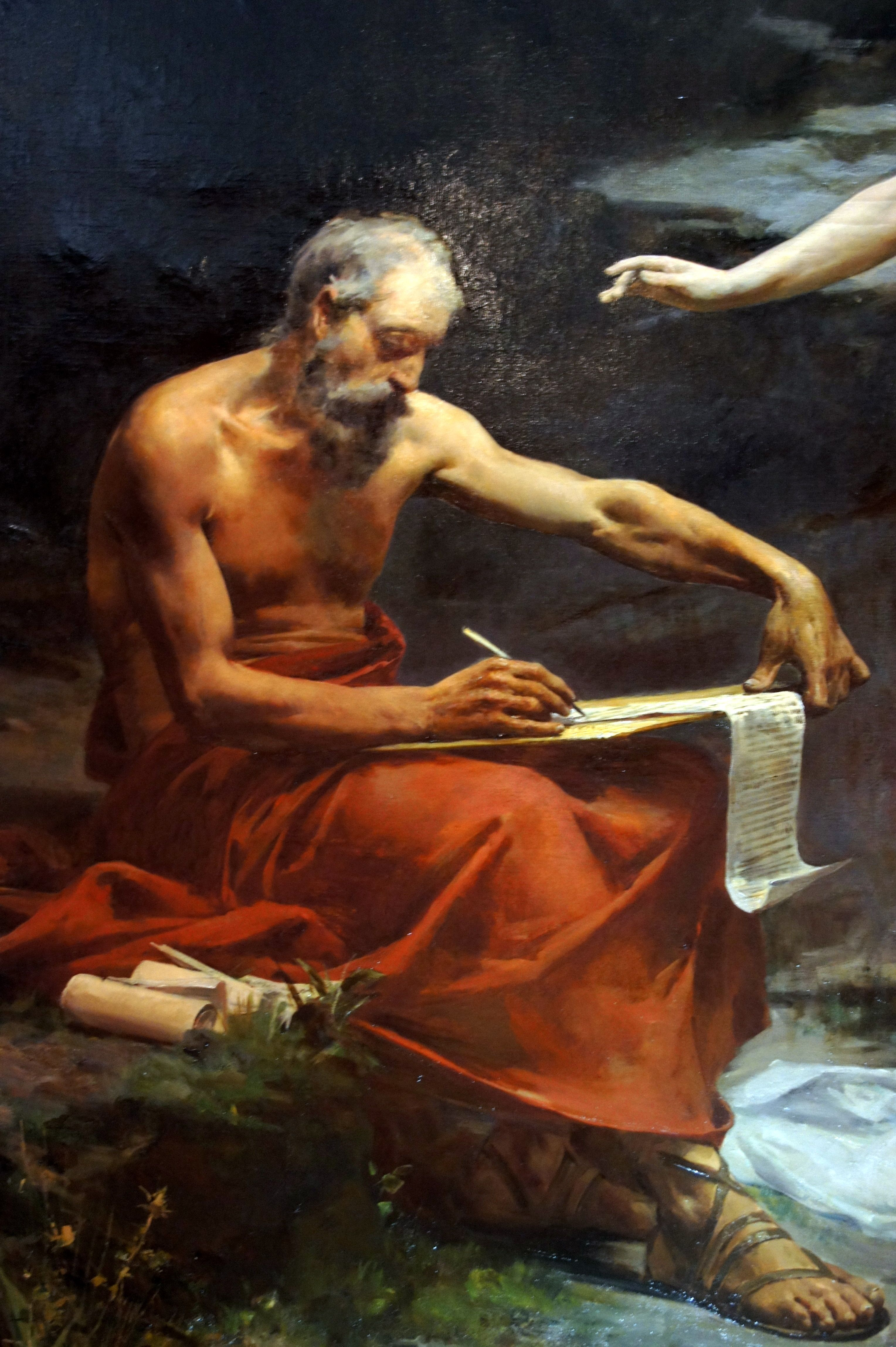
Numa Pompilio nel dettaglio di un dipinto di Ulpiano Checa.

Deriva dal latino Pompilius, probabilmente a sua volta proveniente dal nome Pompeus. Era il nome di una gens romana, la Pompilia, e venne portato dal secondo dei mitologici sette re di Roma, Numa Pompilio.

## Onomastico
L'onomastico si può festeggiare il 15 luglio in memoria di san Pompilio Maria Pirrotti, sacerdote scolopio.

## Persone
- Pompilio Amaseo, umanista italiano
- Pompilio Grandi, politico e avvocato italiano
- Pompilio Mandelli, pittore italiano
- Pompilio Maria Pirrotti, religioso italiano
- Pompilio Seveso, pittore italiano